# Zina Bethune

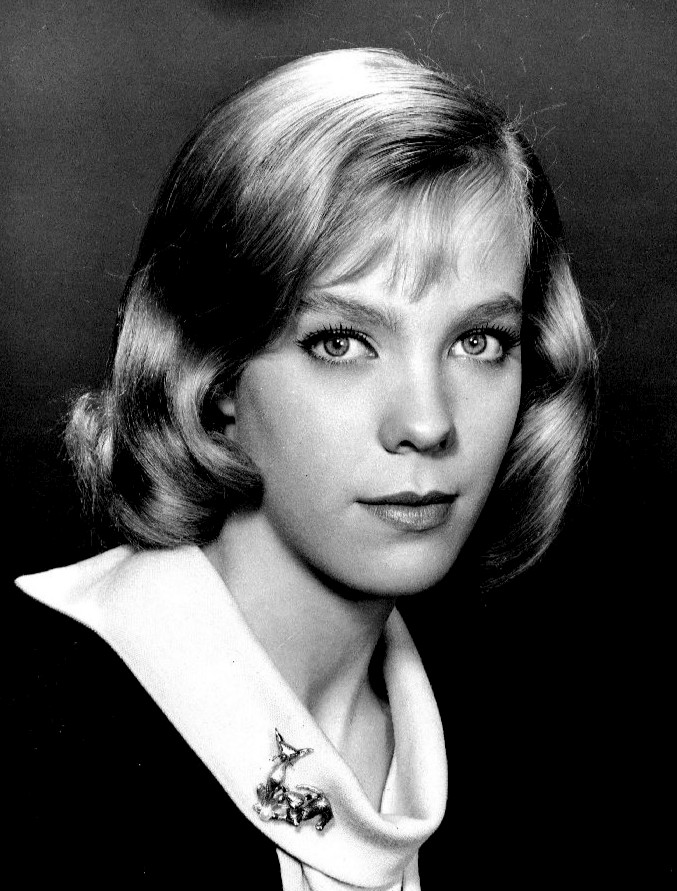
Zina Bethune in dem Fernsehdrama The Nurses

Zina Bianca Bethune (* 17. Februar 1945 in New York City, New York; † 12. Februar 2012 in Los Angeles, Kalifornien) war eine US-amerikanische Schauspielerin, Balletttänzerin und Choreografin.

## Leben
Bethune war einzige Tochter der russisch-stämmigen Schauspielerin Ivy Bethune. Ihre Schauspielkarriere begann sie bereits im Alter von sechs Jahren mit einer kleinen Rolle in einer Off-Broadway-Produktion von Monday’s Heroes.  Sie wurde am George Balanchines School of American Ballet ausgebildet und hatte im Alter von elf Jahren ihr Debüt am Broadway als Tänzerin in Frank Loessers Musical The Most Happy Fella; ab ihrem 14. Lebensjahr tanzte sie beim New York City Ballet.
1956 war sie in der Seifenoper Springfield Story erstmals im Fernsehen zu sehen; ihr erster Auftritt auf der großen Leinwand folgte 1960 in der Filmbiografie Sunrise at Campobello. Sie stellte Anna Roosevelt, die einzige Tochter des von Ralph Bellamy gespielten Franklin Roosevelt dar. Spielfilme sollten jedoch die Ausnahme in ihrer Karriere bleiben, insgesamt war sie nur in dreien zu sehen. Neben Sunrise at Campobello waren dies das Regiedebüt von Martin Scorsese, Wer klopft denn da an meine Tür? sowie das Drama Der Preis des Erfolges von Harold Becker.
Neben zahlreichen Gastauftritten in Fernsehserien wie Invasion von der Wega, Rauchende Colts und CHiPs war sie dem US-amerikanischen Publikum vor allem durch die Rolle der Gail Lucas in der Krankenhaus-Seifenoper The Nurses bekannt, die sie zwischen 1962 und 1965 in 98 Episoden darstellte. Von 1965 bis 1971 war sie als Barbara Sterling in der Seifenoper Love of Life zu sehen. 1992 kehrte sie noch einmal an den Broadway zurück; sie übernahm die zunächst von Liliane Montevecchi dargestellte Rolle der Primaballerina Elizaveta Grushinskaya im Musical Grand Hotel.
1980 gründete sie in Los Angeles das Non-Profit-Theaterensemble Theater Bethune, welches sie in der Folge als künstlerische Leiterin und Choreografin betreute und das neben internationalen Auftritten auch am Weißen Haus gastierte. Weiterhin war sie die Begründerin des Programmes Infinite Dreams, mit dem sie geistig oder körperlich behinderten Kindern den Zugang zum Tanz ermöglichte; Infinite Dreams erhielt in der Folge Anerkennung vom National Endowment for the Arts sowie den US-Präsidenten Ronald Reagan, George H. W. Bush und Bill Clinton.
Mitte der 1980er Jahre litt Bethune an so schwerer Arthritis der Hüftgelenke, dass ihr empfohlen wurde, nie wieder Ballett zu tanzen. Sie wandte sich daraufhin an den Orthopäden Charles Engh, der bei ihr eine neuartige Technik zur Hüftprothese einsetzte und beide Gelenke ersetzte. Ein Jahr später konnte sie wieder tanzen. Ihre Heilungsgeschichte wurde später in der von Leonard Nimoy erzählten Episode Miracles by Design der PBS-Dokumentarserie The Infinite Voyage verarbeitet.
Bethune starb im Alter von 66 Jahren bei einem Straßenverkehrsunfall mit anschließender Unfallflucht. Sie hatte am Seitenstreifen gehalten, um sich um ein verletztes Tier zu kümmern; dies stellte sich bei der Polizeiuntersuchung als totes Opossum heraus. Als sie sich dem Tier näherte, wurde sie zunächst von einem entgegenkommenden Fahrzeug angefahren; ein weiteres Fahrzeug erfasste sie und schleifte sie fast 200 Meter weit mit. Sie wurde noch am Unfallort für tot erklärt.
Bethune war seit 1970 kinderlos mit dem Pixar-Filmtechniker für Visuelle Effekte Sean Feeley verheiratet.

## Filmografie (Auswahl)

### Film
- 1960: Sunrise at Campobello
- 1967: Wer klopft denn da an meine Tür? (Who’s That Knocking at My Door?)
- 1988: Der Preis des Erfolges (The Boost )

### Fernsehen
- 1960: Gnadenlose Stadt (Naked City)
- 1965–1971: Love of Life
- 1967: Invasion von der Wega (The Invaders)
- 1970: Lancer
- 1974: Planet der Affen (Planet of the Apes)
- 1974: Rauchende Colts (Gunsmoke)
- 1977: CHiPs
- 1980: Junge Schicksale (ABC Afterschool Specials)
- 1986: California Clan (Santa Barbara)

## Broadway
- 1956–1957: The Most Happy Fella
- 1992: Grand Hotel